# Universiti Malaysia Sarawak
Universiti Malaysia Sarawak (UNIMAS) – malezyjska uczelnia publiczna z siedzibą w Kota Samarahan (stan Sarawak). Została założona w 1992 roku.